# Carmésia
Carmésia – miasto i gmina w Brazylii, w stanie Minas Gerais. Znajduje się w mikroregionie Guanhães.